# Jonas Alaska
Jonas Alaska (ur. 3 kwietnia 1988) – norweski piosenkarz.

## Dyskografia
| Tonight                     | - Data: 13 maja 2011 - Wydawca: Popup-Records              | —  |
| Jonas Alaska                | - Data: 23 września 2011 - Wydawca: Jansen Plateproduksjon | 5  |
| If Only As A Ghost          | - Data: 4 marca 2013 - Wydawca: Sony, Columbia             | 4  |
| Younger                     | - Data: 24 lutego 2015 - Wydawca: Sony BMG                 | 16 |
| "—" album nie był notowany. |                                                            |    |

## Nagrody i wyróżnienia
| Rok  | Kategoria      | Tytułem      | Nagroda          | Nota      | Źródło |
| ---- | -------------- | ------------ | ---------------- | --------- | ------ |
| 2011 | Årets Nykommer | Jonas Alaska | Spellemannprisen | Laur      | [ 6 ]  |
| 2011 | Tekstforfatter | Jonas Alaska | Spellemannprisen | Nominacja | [ 6 ]  |
| 2011 | Mannlig Artist | Jonas Alaska | Spellemannprisen | Nominacja | [ 6 ]  |